# BK 5航空機炮
BK 5航空機炮（德語：Bord Kanone 5）是一門由納粹德國在二战後期由莱茵金属研製及生產的航空機炮，發射50毫米口徑機炮炮彈。
納粹德國主要用之以攻擊盟軍重型轰炸机，尤其是美國陸軍航空軍（USAF）所用的B-17「空中堡壘」。沉重、大口徑砲彈具有很高的質量，因此具有很高的動量，使它們能夠正好地從轟炸機上搭載的防空槍炮的射程範圍以外遠距離精確射擊，而且每發炮彈內裝的大量爆裂物幾乎保證可以僅僅有一發擊中就毀滅任何一架轟炸機。

## 描述
1943年，萊茵金屬公司被賦予了合同，將三號坦克以上搭載的主炮50毫米（2英吋）KwK 39坦克炮修改成為航炮用途並且裝上梅塞施密特Me 410「大黃蜂」雙引擎驅逐機。它們被稱為改裝套件四型（Umrüst-Bausätze 4）並安裝在Me 410 A-1/ U4，和有實驗性質的兩架梅塞施密特Me 262 A-1a/U4「飛燕」噴射式戰鬥機的原型機（雖然這些機型並沒有在實戰當中使用），而類似口徑的MK214機炮則尚未公開。BK 5航空機炮還有一款被稱為“垃圾箱”（Bola）的機鼻下實驗性裝配部件型，用以安裝在少數的亨克爾He 177A-3「鷹獅式」重型轟炸機以上；這是在1942年至1943年的冬季早期，給予在東線的斯大林格勒附近執行壓制高射砲任務的一支小型轟炸機部隊的一部分武器，命名為A-3/Rutsatz 5版本，據稱綽號是斯大林格勒型（Stalingradtyp）。BK 5武器系統的半圓形彈倉可以攜帶21發機炮炮彈（有異說為22發）。
萊茵金屬公司大約生產了300門BK 5航空機炮，而且它只在有限的行動中被發現，最主要的是搭載在Me 410 A-1/ U4「大黃蜂」以上，並且在二線中服役。配屬於第26驅逐機聯隊（簡稱：ZG 26）。它也安裝在容克斯Ju 88 P-4反坦克獵手夜間反坦克攻擊機以上。由於是用以遠距離射擊，該機炮賦予了望遠瞄準鏡，而Me 410「大黃蜂」更配備了標準REVI C12C瞄準具，以使其更輕易地從轟炸機的防禦範圍以外採取遠距離射擊，也就是該機炮最初安裝在飛機以上使用的整個目的。但事實證明這些瞄準具在迴旋戰時幫倒忙的情況多於協助，比如Me 410「大黃蜂」經常發現自己攻擊的目標改為敵方戰機，而由於高機動性目標可輕易地從望遠瞄準鏡那狹小的視場中逃脫，迫使他們使用普通的瞄準具代替。由於BK5在對這麼細小而靈活的目標時幾乎無用武之地，在這些情況下使用望遠瞄準鏡反而顯得不必要。
當安裝在Me 262「飛燕」時，其炮口伸出的長度遠遠超出了戰鬥機的機鼻，該機炮亦被發現很容易就出現卡彈；而且如果BK 5航空機炮在夜間發射，其炮口焰往往會令飛行員的夜視鏡短暫致盲。最重要的是，這機炮的射速僅有40—45發／分鐘，這對機炮而言不應有的射速才是致命傷。
據描述從1944年2月下旬至4月中旬之間第26驅逐機聯隊第二組（II./ZG 26）與美國陸軍航空隊交戰中的戰況的一個德语網站提到，該驅逐機聯隊以下53架Me 410「大黃蜂」都裝備了BK 5航空機炮——使用改裝套件作原廠修改的型號被定義為Me 410系列飛機當中的/U4型——而且據說總共擊墜了129架B-17「空中堡壘」和4架B-24「解放者」重型轰炸机，分佈在一系列五或六次的攔截中，而德國空軍只損失了9架該聯隊所屬的Me 410。

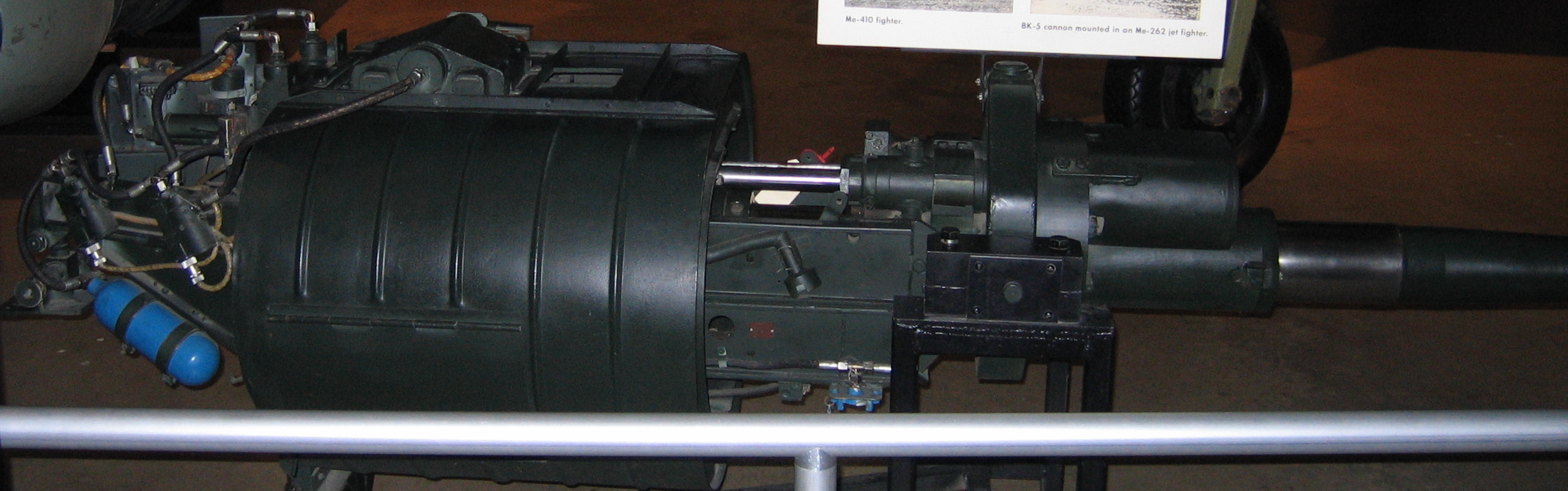
BK 5航空機炮的機匣側面

## 資料來源
1. 1 2  Ziegler, Mano, "Me 262: Hitler's Jet Plane", Greenhill Books, London, Stackpole Books, Pennsylvania, 2004, ISBN 1-85367-624-1, pages 175-182.
2. ↑  Stocker & Petrick, p. 32-33, 39
3. ↑  .   [2016-08-22]. （原始内容存档于2016-07-15）.
4. ↑  .   [2016-08-22]. （原始内容存档于2013-01-28）.

## 外部連結
- （德文）—Deutscheluftwaffe.de—Flugzeug bordkanone BK 5
- （英文）—Wehrmacht History.com—5 cm BK（页面存档备份，存于）
- （英文）—The Warbirds Resource Group—BK 5 Cannon（页面存档备份，存于）
- （俄文）—Уголок неба—BK 5 50-мм авиационная пушка（页面存档备份，存于）